# Configurația vârfului
| Icosidodecaedru | Figura vârfului notată cu 3.5.3.5 sau (3.5)2 |

În geometrie, configurația vârfului este o notație prescurtată pentru figura vârfului unui poliedru sau pavări, fiind secvența fețelor din jurul vârfului. Poliedrele uniforme au un singur tip de vârf, ca urmare configurația vârfului definește complet poliedrul. (Chiralitatea poliedrelor se întâlnește la puține perechi în oglindă având aceeași configurație a vârfului.)
O configurație a vârfului este o succesiune de numere reprezentând numărul de laturi ale fețelor care înconjoară vârful. Notația „a.b.c” descrie un vârf care are 3 fețe în jurul său, fețe cu numărul de laturi a, b și respectiv c.
De exemplu, „3.5.3.5” indică un vârf aparținând la 4 fețe, alternând triunghiuri și pentagoane. Această configurație de vârf definește icosidodecaedrul tranzitiv pe vârfuri. Notația este ciclică, prin urmare este echivalentă la puncte de plecare diferite, deci 3.5.3.5 este aceeași cu 5.3.5.3. Ordinea este importantă: 3.3.5.5 este diferită de 3.5.3.5 (primul are două triunghiuri urmate de două pentagoane). Elementele repetate pot fi notate cu exponenți, astfel că 3.5.3.5 poate fi notat și ca (3.5)2.
Noțiunea este cunoscută sub diferite expresii, ca descrierea vârfului (engleză vertex description), tipul vârfului (engleză vertex type) simbolul vârfului (engleză vertex symbol), aranjamentul vârfului (engleză vertex arrangement), modelul vârfului (engleză vertex pattern), vectorul-față (engleză face-vector), simbolul Cundy și Rollett (engleză Cundy and Rollett symbol fiind folosit de ei pentru poliedre arhimedice.

## Figura vârfului
Configurația vârfului poate fi, de asemenea, reprezentată prin figura vârfului, un poligon care arată fețele din jurul vârfului. Figura vârfului are o structură tridimensională, deoarece fețele nu sunt în același plan pentru poliedre, dar pentru poliedrele uniforme toate vârfurile vecine sunt în același plan și astfel această proiecție plană poate fi utilizată pentru a reprezenta vizual configurația vârfului.

## Variante și utilizări
| {3,3} = 3 Deficit 180° | {3,4} = 34 Deficit 120° | {3,5} = 35 Deficit 60° | {3,6} = 36 Deficit 0° |
| {4,3} Deficit 90° | {4,4} = 4 Deficit 0°    | {5,3} = 53 Deficit 36° | {6,3} = 63 Deficit 0° |
| Un vârf necesită cel puțin 3 fețe și un deficit unghiular. Un deficit de 0° va acoperi planul euclidian cu o pavare regulată. Conform teoremei lui Descartes, numărul vârfurilor este 720°/deficit (4π radiani/deficit). |                         |                        |                       |

Se folosesc diferite notații, uneori cu virgulă drept separator(,) și alteori cu punct (.). Punctul este util, deoarece arată ca un produs și poate fi utilizată o notație exponențială. De exemplu, 3.5.3.5 este uneori scris ca (3.5)2.
Notarea poate fi, de asemenea, considerată o formă expandată a simbolului simplu Schläfli pentru poliedre platonice. Notația Schläfli {p,q} înseamnă q p-goane în jurul fiecărui vârf. Deci {p,q} poate fi scris ca p.p.p... (de q ori) sau pq. De exemplu, un icosaedru este {3,5} = 3.3.3.3.3 sau 35.
Această notație se aplică atât poliedrelor, cât și placărilor poligonale. O configurație planară a unui vârf denotă o pavare uniformă la fel cum o configurație neplanară denotă un poliedru uniform.
Notația este ambiguă pentru formele chirale. De exemplu, cubul snub are forme în sensul acelor de ceasornic și în sens invers acelor de ceasornic care sunt identice ca imagini în oglindă. Ambele au o configurație de vârf 3.3.3.3.4.

## Poligoane stelate
Notația se aplică și pentru fețele regulate neconvexe ale poligoanelor stelate. De exemplu, o pentagramă are simbolul {5/2}, adică are 5 laturi care înconjoară centrul de două ori.
De exemplu, există 4 poliedre stelare regulate cu figuri ale vârfului poligoane regulate sau stelate. Micul dodecaedru stelat are simbolul Schläfli {5/2,5} care se expandează la configurarea explicită 5/2.5/2.5/2.5/2.5/2 sau, combinată, (5/2)5. Marele dodecaedru stelat, {5/2,3} are o figură a vârfului triunghiulară și configurația 5/2.5/2.5/2 sau (5/2)3. Marele dodecaedru, {5,5/2} are o figură a vârfului pentagramică, cu configurația (5.5.5.5.5)/2 sau (55)/2. Marele icosaedru, {3,5/2} are și el o figură a vârfului a pentagramică, cu configurația (3.3.3.3.3)/2 sau (35)/2.
|                  |                  |          |         |             |
| {5/2,5} = (5/2)5 | {5/2,3} = (5/2)3 | 34.5/2   | 34.5/3  | (34.5/2)/2  |
|                  |                  |          |         |             |
| {5,5/2} = (55)/2 | {3,5/2} = (35)/2 | V.34.5/2 | V34.5/3 | V(34.5/2)/2 |

### Poligoane stelate retrograde
Se consideră că fețele de pe o figură a vârfului se parcurg într-o singură direcție. Unele poliedre uniforme au figuri ale vârfului în care fețele se parcurg retrograd. O figură a vârfului reflectă asta în notația poligoanelor stelate a laturilor p/q: în sens direct p > 2q, unde p este numărul de laturi și q numărul de înfășurări, altfel este în sens retrograd. De exemplu „3/2” înseamnă un triunghi ale cărui vârfuri se înfășoară de două ori, ceea ce în acest caz este același lucru cu înfășurarea o dată înapoi (retrogradă). Similar, „5/3” este o pentagramă 5/2 retrogradă.

## Configurația feței

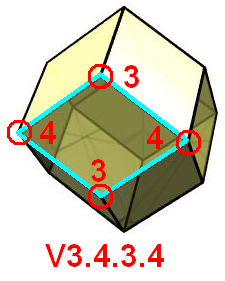
Dodecaedru rombic

Dualul uniform sau poliedrele Catalan, inclusiv bipiramidele și trapezoedrele, sunt vertical regulate (adică tranzitive pe fețe) și astfel pot fi identificate printr-o notație similară, care uneori este numită configurația feței. Cundy și Rollett au prefixat aceste simboluri duale cu un V. Prin contrast, lucrarea Tilings and Patterns (română Pavări și modele) folosește paranteze pătrate în jurul simbolurilor pentru pavări izoedrice.
Această notație reprezintă secvența numărului de fețe care există la fiecare vârf în jurul unei fețe. De exemplu V3.4.3.4 sau V(3.4)2 reprezintă dodecaedrul rombic care este tranzitiv pe fețe: fiecare față este un romb, iar vârfurile alternante ale rombului conțin câte 3, respectiv 4 fețe fiecare.